# Gabriel Clark
Gabriel Clark (auch Gabriel Lenfant; * 25. April 1987 in Montreal als Philippe Rivard) ist ein kanadischer Pornodarsteller.

## Karriere
Clark ist bisexuell und spielt sowohl in Hetero- als auch Schwulenpornos.
Vor Beginn seiner Karriere war er Tänzer in einer Bar in Montreal und wurde Model für das Erotikgeschäft Priape, dessen Manager ihn fragte, ob er Pornos machen wollte. 2010 hatte er für COLT Studio seine erste Szene und erhielt bei Next Door für sein erstes Solo den Namen Gabriel (zunächst mit dem Nachnamen Lenfant). Nachdem er mehrfach für Lucas Entertainment und Cocky Boys gedreht hatte, wurde er im August 2011 für Schwulenszenen von Cocky Boys exklusiv unter Vertrag genommen, während er mit Next Door weiterhin Hetero-Szenen drehte. Daneben war er Teil der ReZO-Kampagne, um Menschen zu ermutigen, sich auf HIV testen zu lassen. Nach zwei Jahren endete der Vertrag und Clark wurde Free Agent, wodurch er selbst wählen konnte, mit welchen Studios er zusammenarbeiten wollte. Er drehte bis heute stets weiterhin für Cocky Boys, aber auch unter anderem für Men.com und die kanadischen Studios Québec Productions und Pegas Productions für heterosexuelle Pornofilme. Clark übernimmt hauptsächlich die Position als Powertop (aggressiver, penetrierender Partner), wofür Cocky Boys seinen Namen als Verb benutzte (z. B. „get Clark’ed“). Im April 2017 verkündete er zunächst seinen Rückzug aus der Branche, aber er kehrte bereits im August 2019 wieder zurück zu Cocky Boys und drehte seitdem auch für Masqlin.

## Filmografie

### Pornografie (Auswahl)
- 2010: Hard Wood (Colt Studios)
- 2010: No Pain No Gain (Cocky Boys)
- 2010: Revenge II (Cocky Boys)
- 2011: Backdoor (Lucas Entertainment)
- 2011: Cum Guzzlers (Lucas Entertainment)
- 2011: Gentlemen 2: Power Professionals (Lucas Entertainment)
- 2011: Hard and Wet (Lucas Entertainment)
- 2011: Tagged (Cocky Boys)
- 2012: 10 Feet of Meat (Cocky Boys)
- 2012: Crazy for Cock (Cocky Boys)
- 2012: Edge of Glory (Cocky Boys)
- 2012: Intruder and Other Fantasies (Cocky Boys)
- 2012: Name of the Game (Cocky Boys)
- 2012: Project Gogo Boy (Cocky Boys)
- 2012: Sexy Beast (Cocky Boys)
- 2012: Smokin’ Hot (Cocky Boys)
- 2012: Sunday Funday (Cocky Boys)
- 2012: That’s Right (Cocky Boys)
- 2012: To the Max (Cocky Boys)
- 2012: Wet Dream (Cocky Boys)
- 2013: Get Karter (Cocky Boys)
- 2013: ManHandle (Cocky Boys)
- 2013: Meat Handlers (Next Door Entertainment)
- 2013: Paint it Black (Cocky Boys)
- 2013: Thing of Beauty (Cocky Boys)
- 2014: Cruising (Men.com)
- 2014: Double Trouble (Cocky Boys)
- 2014: Masculine Embrace (Lucas Entertainment)
- 2014/2015: Men of Montreal (Reihe, Pulse Pictures)
- 2014: New Black (Cocky Boys)
- 2014: Passion (Men.com)
- 2014: Secret Diary of an Escort (Men.com)
- 2015: Ain’t He Grande (Cocky Boys)
- 2015: Blonds Do It Best (Cocky Boys)
- 2015: King of the Hill (Cocky Boys)
- 2015: Man and His Boy (Cocky Boys)
- 2016: Big Bro Little Bro (Cocky Boys)
- 2016: Boss (Cocky Boys)
- 2016: Clark’ed (Cocky Boys)
- 2016: Come To Daddy (Cocky Boys)
- 2016: Let Them Eat Cake (Cocky Boys)
- 2016: Rough and Ready (Cocky Boys)
- 2017: Butt Breakers (UK Naked Men)
- 2017: Hot Summers (Cocky Boys)
- 2017: Lick It Good (Cocky Boys)
- 2017: Mad About the Boy (Cocky Boys)
- 2017: Montreal Sausage Fest (Men of Montreal)
- 2019: Big Shooters (Maskurbate)
- 2020: Big Dicks Going Deep (Cocky Boys)
- 2020: Boy Bangers (Cocky Boys)
- 2020: Dim the Lights (Cocky Boys)
- 2020: Into the Woods (Falcon Studios)
- 2020: Live-In (Masqlin)
- 2021: Skyy Riders (Falcon Studios)
- 2021: Stretch Me Out Daddy (Cocky Boys)

### Anderes
- 2014: I’m a Stripper (Dokuserie, 1 Episode)
- 2015: Die Illusion (Le Mirage, Spielfilm, Gastauftritt)
- 2017: PolyLove (Dokufilm)

## Auszeichnungen und Nominierungen
Grabby Awards
- 2014: Bester Top – Nominierung
- 2014: Beste Gruppenszene, mit Colby Keller und Dale Cooper in A Thing of Beauty (2013, CockyBoys) – Nominierung
- 2017: Beste Szene mit Positionswechsel, mit Wesley Woods in Let them eat Cakes (2016, CockyBoys) – Nominierung

HustlaBall Awards
- 2011: Bester Newcomer (als Gabriel Lenfant, Lucas Entertainment) – Auszeichnung

PinkX Gay Awards
- 2016: Bester Top, in The Amazing Cocky Boys (2015) – Auszeichnung

XBIZ Awards
- 2014: Schwuler Performer des Jahres (als Gabriel Lenfant) – Nominierung
- 2017: Schwuler Performer des Jahres – Nominierung